# خاتون

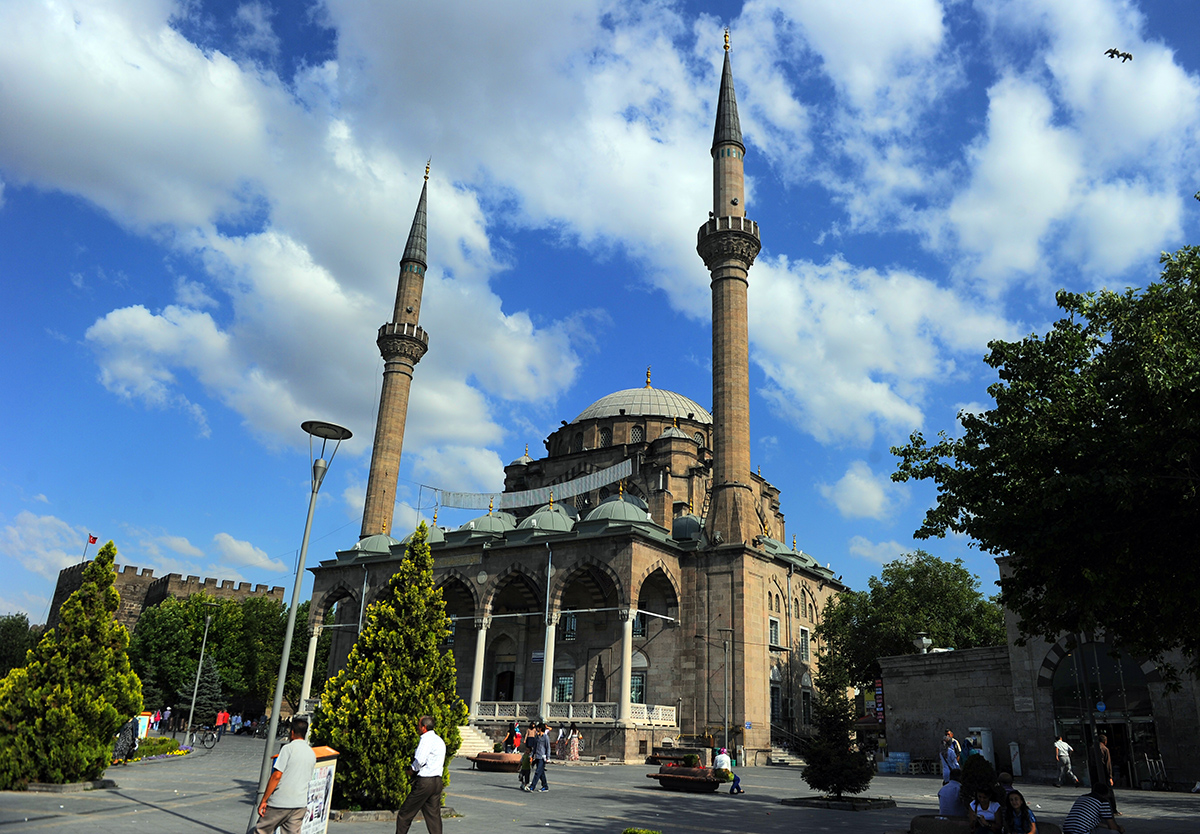
مقبره یکی از شهبانو های سلجوقی

خاتون عنوانی ترکی است که. در دوره تیموریان در آسیای میانه واژهٔ بیگم جایگزین این عنوان شد.
واژهٔ «خاتون» یا «قادین» در اصل از ترکی به زبان سغدی و سپس از سغدی به آثار فارسی دری وارد گردیده است، بعداً از زبان اهل بخارا بار نخست در کتابهای عربی دربارهٔ فتح بخارا اقتباس گردید و در زبان عربی به گونه «خواتین» جمع بسته شد.
این واژه در ترکی اوغوزی به صورت qādïn (عنوانی احترام‌آمیز برای زنان بزرگ) نیز وجود دارد و در ترکی استانبولی نیز به شکل kadın باقی‌مانده‌است. شده برخی منابع [مانند لغت‌نامهٔ دهخدا] آن را به درستی ترکی معرفی می‌کنند. در عربی به‌عنوان یک واژه با ریشهٔ ترکی به‌کار می‌رود و جمع آن خواتین، معنای آن «خانم، بانو، کدبانو» ذکر شده‌است.